# 荒井政大
荒井政大（あらい まさひろ、1967年 - ）は、日本の工学者。専門は、航空宇宙工学・機械工学・材料力学・構造力学・複合材料。特に、航空宇宙用構造材料・ナノカーボン系複合材料の開発と特性評価、境界要素法・有限要素法による構造解析・波動伝播解析・最適設計、超音波援用による非破壊検査・逆問題解析、ガラスレンズのモールド成形解析、機械材料・構造材料の熱粘弾性評価など。学位は、博士（工学）（1997年）。名古屋大学大学院工学研究科航空宇宙工学専攻教授。

## 学歴
- 1985年3月 北海道札幌南高等学校卒業
- 1990年3月 東京工業大学工学部機械工学科卒業
- 1992年3月 同学大学院修士課程理工学研究科機械工学専攻修士課程修了
- 1998年2月 博士（工学）（学位論文『境界要素法による 構造解析の高精度化に関する研究』）

## 職歴・研究歴
- 1992年4月 (株)三菱総合研究所
- 1993年10月 東京工業大学工学部機械科学科助手
- 2000年4月 信州大学工学部機械システム工学科助教授
- 2008年4月 同大学教授
- 2014年4月 名古屋大学大学院工学研究科航空宇宙工学専攻教授[2]

## 受賞歴
- 2000年 日本機械学会 奨励賞
- 2002年 日本機械学会材料力学部門 優秀講演賞
- 2005年 日本機械学会計算力学部門 優秀講演賞
- 2014年 日本複合材料学会 論文賞
- 2019年 日本複合材料学会 論文賞
- 2019年 日本実験力学会 論文賞
- 2021年 日本機械学会 計算力学部門 業績賞
- 2022年 日本機械学会 教育賞
- 2022年 日本複合材料学会 論文賞

## 主な学会活動
- 2000-2022年度 日本計算数理工学会理事
- 2013-2014年度 日本材料学会理事
- 2016-2017年度 日本複合材料学会東海・北信越支部長
- 2020年度 日本航空宇宙学会東海支部支部長
- 2020-2022年度 日本機械学会出版センター長
- 2022-2023年度 日本複合材料学会 副会長
- 2019-2021年度 日本機械学会経営企画委員会 委員
- 2021-2022年度 日本機械学会情報の事業化WG 主査
- 2022年度 日本機械学会材料力学部門 部門長
- 2023年度 日本機械学会代表会員
- 2023年度 日本機械学会東海支部庶務幹事
- 2023年度 日本複合材料学会会長

## 著書
- 『固体力学入門』(吉村彰記・荒井政大 共著) 森北出版　2024
- 『基礎からの材料力学(JSMEやさしいテキストシリーズ)』(荒井政大・後藤圭太 共著) 日本機械学会／森北出版　2021[3]
- 『図解 はじめての材料力学』 講談社　2012[4]
- 『機械工学便覧　α6　計算力学』日本機械学会 丸善 分担執筆 2009[5]
- 『ガラスの加工技術と製品応用』情報機構 分担執筆 2007[6]
- 『新版 複合材料・技術総覧』(株)産業技術サービスセンター, 分担執筆 2011